# 柳簫然
柳 簫然（ユ・ソヨン、朝鮮語: 유 소연、英語：So Yeon Ryu、1990年6月29日 - ）は、ソウル特別市出身の大韓民国の女子プロゴルファーである。

## 経歴
世宗初等學校、大元外國語高等學校を経て延世大学校卒業。
アマチュア時代の2005年から2007年にかけて韓国ナショナルチーム入り。中でも2006年は「第15回アジア競技大会」（カタール・ドーハ）のゴルフ競技に出場し、団体戦優勝と共に女子個人戦でも宮里美香（興南高等学校＝当時）や佐伯三貴（東北福祉大学＝当時）等の日本勢を抑えて金メダルを獲得した。
2007年10月に韓国女子プロゴルフ協会（KLPGA）入会。
2008年KLPGAツアー国内開幕戦「スポーツソウル・キムヨンジュゴルフ女子オープン」で出場2戦目でプロ初優勝を飾る。
2009年初代「KLPGA広報モデル」にキム・ハヌル、ユン・チェヨン等と共に選出され、その後2011年まで3年連続で選出された。（KLPGA広報モデルは前年度KLPGAツアー年間獲得賞金ランキング（賞金ランク）60位以内の選手から10名程度選出される）
2009年はKLPGAツアー4勝で自己最高位となる賞金ランク2位となる。
2010年1勝、2011年1勝をKLPGAツアーであげる。
2011年、全米女子プロゴルフ協会（USLPGA）ツアー「全米女子オープン」で同じ韓国の徐希炅（ソ・ヒギョン）との3ホールに及ぶプレーオフを制し、同ツアー初優勝をメジャー大会で飾った。この優勝により2012年シーズンのUSLPGAツアーのツアーカードを手にした。
2012年からツアーメンバーとしてUSLPGAツアーに参戦、「ジェイミーファー・トレードクラシック」で優勝した他、「ロレックスルーキーオブザイヤー」に選出された。同年KLPGAツアー1勝。
2014年USLPGAツアー1勝、2015年KLPGAツアー1勝。
2017年4月、USLPGAツアー「ANAインスピレーション」ではレクシー・トンプソン（アメリカ合衆国）とのプレーオフを制してメジャー大会2勝目。同年6月同ツアー「NWアーカンソー選手権」でシーズン2勝目をあげ、この直後2017年6月26日付女子ゴルフ世界ランキングで自身初の1位となった。同年賞金ランクは自己最高位となる2位で、「ロレックスプレイヤーオブザイヤー」にパク・ソンヒョンと共に選出された。
2018年USLPGAツアー1勝。同年日本女子プロゴルフ協会（JLPGA）ツアー公式戦「日本女子オープンゴルフ選手権競技」に参戦し優勝、前年まで2連覇していた畑岡奈紗の3連覇を阻んだ。
2019年JLPGAツアー公式戦「日本女子オープンゴルフ選手権競技」に参戦し2位タイとなる。